# Răzvan Oaidă
Răzvan Constantin Oaidă (n. 2 martie 1998, Petroșani, Hunedoara, România) este un fotbalist român, care joacă pe post de mijlocaș la U Cluj în SuperLiga României. Pe plan internațional, are prezențe la națională pentru România Sub-17, România Sub-19 și România Sub-21.

## Legături externe
- Răzvan Oaidă pe romaniansoccer.ro
- Profilul lui Răzvan Oaidă pe Soccerway
- Răzvan Oaidă pe transfermarkt.de